# 北泳龍屬
北泳龍屬（學名：Borealonectes）屬於上龍亞目菱龍科，化石發現於加拿大梅爾維爾島的Hiccles Cove地層，年代為侏儸紀中期（卡洛夫階），約1億6500萬到1億6100萬年前。正模標本包含頭骨、頸椎、右前肢。北泳龍是侏儸紀時期的少數北美洲上龍類之一，也是第一個發現於加拿大北極區的海生爬行動物。北泳龍是在2008年由吳肖春、Tamaki Sato命名，模式種是B. russelli。屬名意為「北方的游泳者」。